# Tijani Babangida
Tijani Babangida - também escrito como Tijjani Babangida (Kaduna, 25 de setembro de 1973) é um ex-futebolista profissional da Nigéria, campeão olímpico.

## Carreira

### Inicio
Babangida começou a carreira profissional em 1991, no Roda JC. Antes havia passado pelas categorias de base de Arewa Textiles e Niger Tornadoes em seu país natal.

### Holanda e Ásia
Em cinco anos defendendo o Roda, participou de 78 partidas, marcando 26 gols. Ainda em 1991, foi emprestado ao VVV Venlo para ganhar experiência, atuando em 34 jogos e marcando 19 gols. Babangida também teve passagem destacada no Ajax, militando em 77 oportunidades com a camisa do time de Amsterdã, e deixando sua marca em vinte oportunidades. Durante sua passagem pelo Ajax, TJ (como ficou conhecido) passou sem destaque por Gençlerbirliği, Vitesse e Al-Ittihad, único time que não conseguiu marcar gols.
A última equipe da carreira de Babangida foi o Changchun Yatai da China, onde atuou por um ano, encerrando a carreira aos 31 anos. Ele chegou a treinar no Tianjin Teda, mas a Síndrome respiratória aguda grave, que grassava até então no país, inviabilizou sua contratação.

### Carreira com a Seleção Nigeriana
TJ fez sua estreia pela Seleção Nigeriana em um amistoso antes da Copa de 1994 contra a Romênia. Participaria também de outro amistoso contra a Geórgia, mas ele não foi lembrado pelo holandês Clemens Westerhof para estar entre os 22 convocados para o torneio.
Fez parte da equipe que conquistou o ouro olímpico nas Olimpíadas de Atlanta, em 1996. Esteve presente na Copa de 1998, realizada na França, atuando nos quatro jogos das Super Águias e marcando um gol, contra a Dinamarca, que venceria a partida por 4 a 1. Esteve também em duas edições da Copa das Nações Africanas (2000 e 2002).
Babangida era nome garantido na convocação para a Copa de 2002, sobretudo graças à sua atuação contra Gana, onde marcou dois gols. No entanto, o novo técnico da Nigéria, Festus Onigbinde, preferiu não convocá-lo, assim como Finidi George e Sunday Oliseh, seus companheiros de time na campanha das Olimpíadas de 1996.
Apesar de ter estado ausente das convocações da Nigéria desde 2002, TJ chegou a ser cogitado na CAN 2004, mas ele não foi convocado.

### Vida pessoal
Babangida possui dois irmãos que assim como ele possuem ligação com o futebol: Ibrahim, o mais velho, fez carreira no futebol holandês, onde jogou pelo FC Volendam. Já Haruna, o irmão mais novo, chegou a atuar no time B do Barcelona entre 1998 e 2002, com uma rápida passagem de 2003 a 2004. TJ é também cunhado do ex-atacante Daniel Amokachi.

## Curiosidades
- Pro Evolution Soccer - Babangida é conhecido entre os jogadores deste game por ser um dos jogadores mais rápidos da história dos games da franquia Pro Evolution Soccer.[2] ( Nas versões do Playstation 1 dividia a habilidade máxima de velocidade com Ronaldo Nazário (Brasil), Andriy Shevchenko (Ucrânia), Michael Owen (Inglaterra) e Roberto Carlos (Brasil).

## Ligações Externas
- Página na Fifa.com